# American University of Sharjah
American University of Sharjah (arab. الإمارات العربية المتحدة) – uniwersytet w Zjednoczonych Emiratach Arabskich z siedzibą w Szardży. Został założony w 1997 roku. W semestrze zimowym 2016 w sumie na studiach obu stopni i w Achievement Academy uczyło się w nim 6002 studentów. Najliczniejszą grupę zagranicznych studentów uniwersytetu stanowią Egipcjanie.

## Jednostki
- College of Architecture, Art and Design
- College of Arts and Sciences
- College of Engineering
- School of Business Administration